# Erech Sulcus
L'Erech Sulcus è una struttura geologica della superficie di Ganimede.